# Mohamed Mouftakir
Mohamed Mouftakir, est un scénariste et réalisateur marocain.

## Biographie

### Jeunesse
Fils du violoniste Houcine Mouftakir connue sous le nom de Budra, Mohamed a fait d’abord des études de littérature anglaise à l’Université de Casablanca avant de suivre des cours de réalisation et d’écriture du scénario en France.

### Parcours professionnel
Pendant cinq ans, il travaille en tant qu’assistant de réalisateurs au niveau national et international. Il effectue des stages à la SENIS en France, puis en Allemagne où il vit pendant plusieurs années et enfin en Tunisie.
Mohamed Mouftakir réalise des courts métrages notamment L’Ombre de la mort (2003), La Danse du fœtus (2005), Chant funèbre (2006) primé un peu partout dont au Fespaco 2009 à Ouagadougou, Fin du mois (2007) et Terminus des anges (2008). Son premier long métrage, Pégase (2009) remporte le grand prix du festival de Tanger 2010 ainsi que 4 autres prix (1er rôle féminin, Son, Image, Mention spéciale). Il gagne également le prix de la meilleure image au festival de Dubaï et le grand Prix au Fespaco 2011.

## Filmographie

### Longs-métrages
- 2011 : Pégase
- 2015 : L'Orchestre des aveugles
- 2020 : L'Automne des pommiers

### Courts-métrages
- 2003 : L'Ombre de la mort
- 2005 : La Danse du fœtus
- 2006 : Fin de mois
- 2007 : Chant funèbre
- 2010 : Terminus des anges

## Prix et nominations
- 2011 :
  - Étalon d’or FESPACO
  - Prix Ousmane Sembene
  - Grand prix FNF (Festival National du Film, Tanger, Maroc)
  - Prix de l’interprétation féminine FNF
  - Prix de la critique FNF
  - Prix de l’Image à Dubai Festival
- 2015 :
  - Tanit d’or-Carthage
  - Wihr d’or-Oran
  - Prix Ousmane Sembene
  - Prix scénario Festival africain de Khouribgua
  - Prix de mise en scène et Prix de la musique au FNF (Festival National du Film, Tanger, Maroc)
  - Prix de la mise en scène au Festival international de Bruxelles
- 2020 :
  - Grand prix du 21e du Festival National du Film Tanger (FNFT) au Maroc
  - Prix de la Meilleure Image, du FNFT 2020
  - Prix de la Critique, du FNFT 2020
  - Prix de la Fédération des cinéclubs, du FNFT 2020